# Istenszülő elszenderedése fatemplom (Lugosegres)
A lugosegresi Istenszülő elszenderedése fatemplom műemlékké nyilvánított épület Romániában, Temes megyében. A romániai műemlékek jegyzékében az  TM-II-m-A-06238 sorszámon szerepel.

## Leírása
A tölgyfából épült templom külső falait döngölt föld és vakolat borítja. A belső falakat festmények díszitik. 1960-ban tetőt és a torony zsindelyezését bádogborításra cserélték.